# Опорний пункт (геодезія)
Опо́рні пу́нкти (рос. опорные пункты, англ. fixed points, control points; нім. Festpunkte) — в геодезії — закріплені на земній поверхні точки, планові положення та висота яких визначені в єдиній системі координат за допомогою геодезичних вимірювань. Наприклад, пункти триангуляції (планова основа), репери та марки нівелювання (висотна основа). Опорні пункти мають велике практичне значення при складанні топографічних карт, визначенні форм та розмірів Землі.